# Ляшский язык
Ля́шский язы́к (самоназвание laščina, lašsky jazyk, чеш. laština, пол. język laski) — славянский литературный микроязык, практически язык одного автора — поэта Ондры Лысогорского. В основу ляшского положен верхнеостравский говор силезского диалекта чешского языка.

## История
Идея ляшского литературного языка является отражением издавна существовавшей в Силезии сложной этноязыковой ситуации, заключающейся в наличии здесь смешанных чешских и польских говоров. Этноязыковая неопределенность и культурно-языковой регионализм (активное в начале XX в. творчество на силезских говорах польского и чешского типа) подготовили почву для ляшского литературного языка, созданием которого в 30-е гг. занялся поэт Ондра (Ундра) Лысогорский (чеш. Óndra Łysohorsky, 1905—1989), опираясь на верхнеостравский силезский (ляшский) говор и используя элементы чешского и польского литературных языков (в том числе и особенности их графики). Его первый ляшский сборник «Поющий кулак» («Spiwajuco piasc», 1934 г.), как и последующие, был благожелательно встречен левой чешской печатью, однако резкой критике подверглась идея об особом ляшском народе. Культивированием ляшского занималось специальное общество «Lašsko perspektywa». После Второй мировой войны, отказавшись от идеи ляшского народа, Ондра Лысогорский остался, однако, на позициях ляшского литературного языка и продолжал писать на нём стихи. Возник лингвистический парадокс: один литературный язык — один человек.
Используется латиница чешско-польского типа.
Базовый говор распространён в чешской части Силезии. Чешские силезские говоры отличаются значительной дробностью. В их числе выделяются говоры смешанного чешско-польского пояса, на основе которых был создан ляшский литературный язык.
Ляшские стихи Ондры Лысогорского ещё в 30-е годы вышли в нескольких сборниках. Его единомышленниками были поэты Ян Стунавский (Jan Stunavský), Юра Ганыс (Jura Hanys), прозаик Йозеф Шиновский (Jozef Šinovský), автор ляшского романа «Терриконы в поле» («Hałdy nа roli», 1945 г.). В 1958 году в Праге вышел большой поэтический сборник Ондры Лысогорского «И ляшские реки текут к морю» («Aj lašske řéky płynu do mořa»). В 1988 году вышло полное собрание произведений Ондры Лысогорского «Ляшская поэзия» («Lašsko poezyja 1931—1977»).